# مورنیفلومات
مورنیفلومات (به انگلیسی: Morniflumate) یک داروی ضدالتهاب غیراستروئیدی (NSAID) است.